# 阿里·勒扎·阿兰
阿里·勒扎·阿兰（土耳其語：Ali Rıza Alan，1947年2月3日—），土耳其男子摔跤运动员。他曾代表土耳其参加世界摔跤锦标赛，获得一枚金牌和一枚银牌。他也曾参加1972年夏季奥林匹克运动会。